# Jost Hennecke
Jodokus „Jost“ Hennecke (* 19. Januar 1873 in Remblinghausen bei Meschede; † 22. April 1940 ebenda) war ein deutscher Autor.

## Leben
Jodokus Hennecke wurde als Sohn der Eheleute Bergmann Jodokus Hennecke und Florentine, geborene Stappert geboren und auf den Namen Jodokus getauft, dessen Kurzform Jost ist. Er besuchte in Remblinghausen die Volksschule. Nach dem Tod seines Vaters kam er im Alter von 14 Jahren nach Meschede, wo er als Kuhjunge arbeitet. Er erlernte das Schusterhandwerk bei seinem Onkel Stappert in Enkhausen bei Meschede. Nach seinen Gesellenjahren arbeitet er acht Jahre selbstständig als Meister. Aus Gesundheitsgründen musste er diesen Beruf aufgeben. Er wurde Heizer und Wärter in der Knappschaftsklinik in Beringhausen. In den Jahren 1916 und 1917 war er Soldat und wurde dann Fabrikarbeiter in der Schuhleistenfabrik von Julius Lex in Meschede. Als Küster und Hilfsorganist arbeitete Jost Hennecke nebenberuflich in der St.-Jakobus-Kirche in Remblinghausen. An den Folgen einer Lungenentzündung starb Jodokus am 22. April 1940 in Remblinghausen und hinterließ Frau und sechs Kinder.

## Werke
Monographien
- Heidideldei. Lustige Schwänkelkes, Rietkes un Ränkelkes. Vertallt, geluagen, opgaffelt und beduitend verschliemboisert. Joh. Meyer, Brilon 1908. 129 S.
- Wille Diuwen. Föddere Snürekes, Glossen, Satyrekes, Witz' un Histürekes. Fredebeul u. Koenen, Essen 1910. 203 S. 3: 'Der größte Teil ist Prosa'.
- En Soppenfrigg. Ne lustege Geschichte in twai Akten met tragischem Schluß. Sauerländischer Heimatverlag, Bigge 1921. 65 S.
- Versunkene Klocken. Balladen und Sagen (Suerlänske Baikelkes/2. Reihe; Bd. 1). Sauerländischer Heimatverlag, Bigge 1925. 117 S. Ill.
- Balladen und Sagen.  Heimatverlag, Meschede o. J. (1942). 117 S. (illustriert mit Holzschnitten von Vinzenz Preper).
- Mescheder Wind. Schnurren und Erzählungen aus Meschede. 2. Aufl. Heimatbund der Stadt Meschede, Meschede 1989. 174 S. Ill. 89,52: Pld. Gedichte u. Sentenzen.

Werkausgabe
- Ferdinand Wagener (Hrsg.): Der Arbeiter und Dichter.  Wagener, Meschede 1942 (4 Bde.)

1. Mescheder Wind. Schnurren und Erzählungen aus Meschede. 1942, 174 S. Ill.
2. Galläpfel. Satiren und Glossen. 1942, 175 S. Ill.
3. Wille Diuwen. Gesammelte Schnurren. - 2., geänd. Aufl. 1942, 176 S.
4. Arbeiter und Dichter. Aus dem Leben und Schaffen Jost Henneckes; Biogr. Abriß und nachgelassene Schriften. 1942, 168 S.